# Castelul Schwöbber

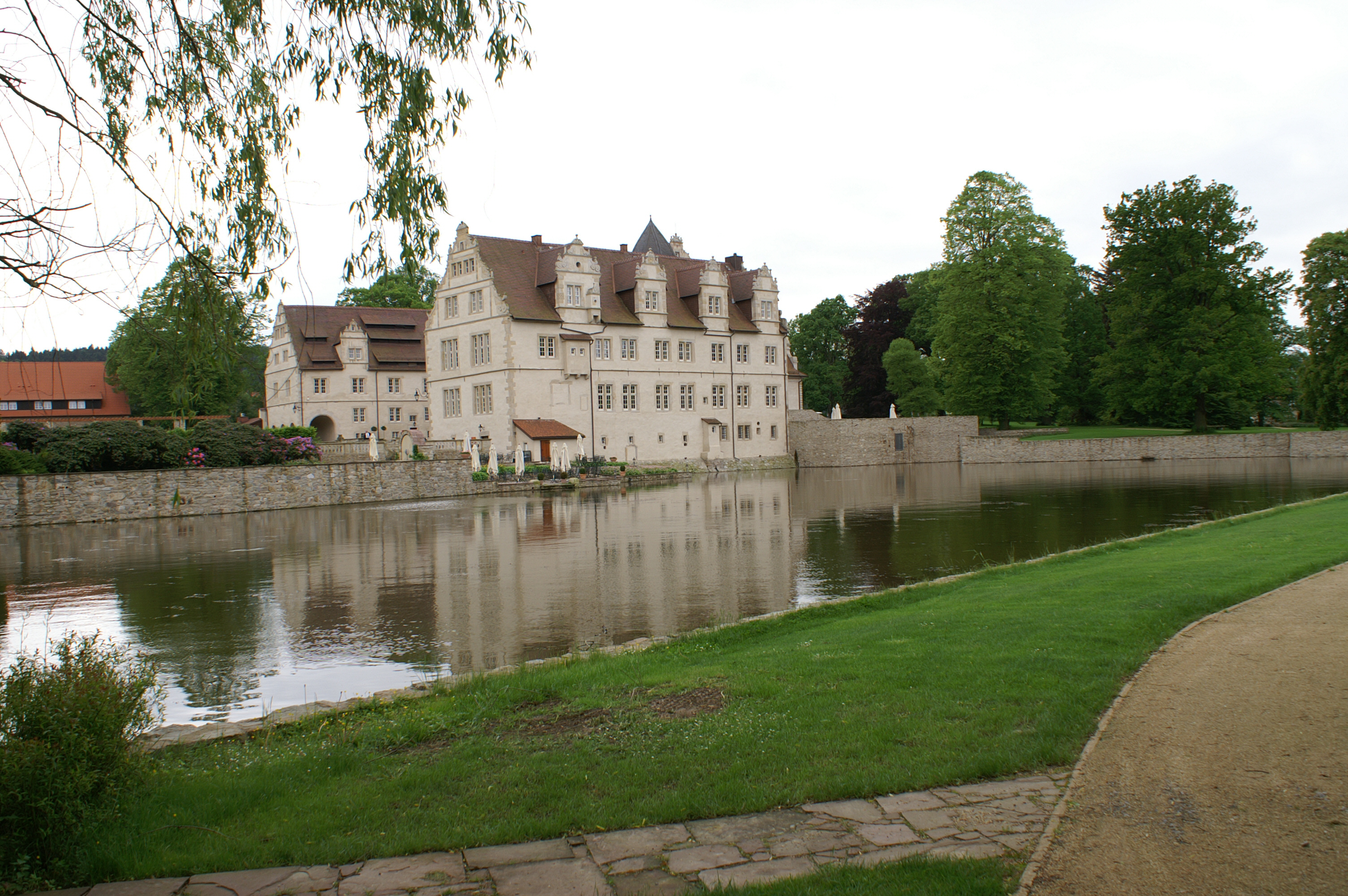
Castelul Schwöbber

Castelul Schwöbber este un castel cu trei aripi situat în apropiere de Hameln, Saxonia Inferioară, este o construcție din timpul renașterii care azi servește ca hotel. El a fost construit între anii 1570 - 1578 de meșterul  Cord Tönnis, care a fost însărcinat de Hilmar von Münchhausen, familia Münchhausen fiind una dintre cele mai bogate familii din regiune.